# NGC 936
NGC 936 ist eine linsenförmige Galaxie vom Hubble-Typ SB0/a im Sternbild Walfisch südlich des Himmelsäquators. Sie ist schätzungsweise 65 Millionen Lichtjahre von der Milchstraße entfernt und hat einen Durchmesser von etwa 90.000 Lj.

Im selben Himmelsareal befinden sich u. a. die Galaxien NGC 926, NGC 934, NGC 941, NGC 955.
Die Typ-IaP-Supernova SN 2003gs wurde hier beobachtet.
Das Objekt wurde am 6. Januar 1785 von dem britischen Astronomen Wilhelm Herschel entdeckt.